# Stefanus-Gemeinschaft
Die Stefanus-Gemeinschaft ist eine christliche Bildungs- und Freundesgemeinschaft, benannt nach dem Märtyrer Stefanus. Mit ihrem Bildungsprogramm greift sie Probleme heutiger Menschen auf und versucht, Antworten auf der Basis des christlichen Glaubens und in der Verbindung mit den Schwerpunkten Glauben – Wissen – Reden zu geben.

## Geschichte
Alfred Lange gründete die Stefanus-Gemeinschaft am 7. März 1948 gemeinsam mit neun weiteren Männern in der Haushaltsschule in Aulendorf. Jeder von ihnen war ehrenamtlich in einer Glaubensgemeinschaft tätig, im Gespräch mit Nichtgläubigen merkten sie aber, dass diese ihnen rhetorisch überlegen waren. Wie Alfred Lange vertraten sie die Meinung, dass Sprecherziehung und Wissenserweiterung bei Auseinandersetzung mit dem eigenen Glauben unumgänglich sei. Die Erweiterung rhetorischer Kenntnisse wurde zu einem Kernanliegen der Stefanus-Gemeinschaft.
Um die Gemeinschaft und ihre Idee bekannt zu machen, besuchte Alfred Lange verschiedene Diözesen und Städte, um neue Stefanuskreise zu gründen. Bis 1958 entstanden so in acht Diözesen 56 Stefanuskreise mit etwa 1000 Stefanusfreundinnen und Stefanusfreunden. 1962 wurde im Fürstentum Liechtenstein der erste Stefanuskreis gegründet, es folgten 1968 Stefanuskreise in Tirol (Österreich), in Finnland und Italien.
Am 5. November 1971 gaben Alfred Lange, Alfons Bacher und Pfarrer Bruno Bernhard Zieger, der gesamte damalige Vorstand, bekannt, dass die Stefanus-Gemeinschaft das verfallene Kloster Heiligkreuztal im gleichnamigen Teilort der Gemeinde Altheim bei Riedlingen kaufen wolle. Am Tag darauf hatte Alfred Lange auf der Fahrt zum Stefanuskreis Regensburg einen tödlichen Autounfall. Am Plan, das Kloster Heiligkreuztal zu kaufen und zu sanieren, hielt die Stefanus-Gemeinschaft fest. 1972 begann die Stefanus-Gemeinschaft mit der Jahrzehnte andauernden Sanierung und Renovierung der verfallenen Klosteranlage und errichtete eine christliche Bildungs- und Begegnungsstätte. Alfons Bacher, der 1964 als Nachfolger von Alfred Lange zum Ersten Obmann gewählt wurde, prägte mit zahlreichen ehrenamtlichen Helfern den Ausbau des Klosters Heiligkreuztal. Die Stefanus-Gemeinschaft besteht auch weiterhin in einer Vielzahl von Kreisen, hat aber nun auch eine gemeinsame Basis im Kloster Heiligkreuztal. So sind die alten Gemäuer des Klosters Heiligkreuztal mit Leben, mit Spiritualität und einer besonderen Atmosphäre gefüllt worden.
Das Kloster ist aber nicht nur für die Stefanus-Gemeinschaft von Bedeutung, auch die umliegenden Orte – vor allem die Gemeinde Altheim, deren Teilort Heiligkreuztal ist – profitieren von seiner touristischen und spirituellen Anziehungskraft.
Seit 1952 findet jährlich im September die Sternwallfahrt der Stefanus-Gemeinschaft in das barocke Münster „Unsere Liebe Frau“ in Zwiefalten statt. Anschließend an die dort stattfindende Messe gibt es einen Festvortrag zu einem aktuellen Thema. So hat der ehemalige Ministerpräsident Baden-Württembergs Erwin Teufel, selbst bekennender Stefanusfreund, 2013 einen Vortrag zum Thema „Die Rolle des Bürgers in Kirche und Staat“ gehalten.

## Idee
Alfred Lange gründete die Gemeinschaft mit dem Ziel, jungen Katholiken Mut zu machen, um in Kirche und Welt aktiv zu sein. Der Gedanke von ihm war, Menschen in Freundeskreisen zu versammeln und diese durch gezielte Bildungsarbeit in den Bereichen Glauben, Wissen und Reden weiterzubilden. Dabei prägte Alfred Lange die Idee der Stefanus-Gemeinschaft vor allem mit dem Satz: „Unser Fundament ist die Freundschaft“. Er ging davon aus, dass es im Freundeskreis möglich sei, sowohl seine Stärken zu entfalten als auch seine Schwächen anzunehmen. Gleichzeitig gibt der Freundeskreis einen Rahmen, in dem auch andere mit ihren Stärken und Schwächen einen Platz finden. Jeder im Freundeskreis kann so seine eigene Persönlichkeit weiterentwickeln.
Das heutige Logo der Stefanus-Gemeinschaft beschreibt diese Grundwerte: Glauben, Wissen, Reden auf dem Fundament der Freundschaft.
Auf der Grundlage der Freundschaft engagieren sich Stefanusfreundinnen und Stefanusfreunde in kirchlichen und politischen Gremien. Viele von ihnen nehmen Ehrenämter in Pfarrgemeinden, Dekanaten, diözesanen Gremien, kirchlichen Verbänden oder in der Kommunal- und Landespolitik, in Betriebsräten, Elternvertretungen und in Vereinen wahr.

## Stefanuskreise
Die Stefanus-Gemeinschaft besteht aus einer Vielzahl von Stefanuskreisen. Stefanuskreise sind Freundeskreise, die sich regelmäßig treffen, um sich in vielfältigen Themengebieten weiterzubilden und um ihre Freundschaft untereinander zu pflegen. Im Mittelpunkt stehen dabei aktuelle Themen der Gesellschaft und Schulungen im Bereich Rhetorik. Gemeinsame Feste, Ausflüge, Wallfahrten und Gottesdienste vertiefen die Freundschaft.
Einem Stefanuskreis stehen der Obmann und sein Stellvertreter (heute auch Obfrau/Stellvertreterin) vor, die gemeinsam mit dem Geistlichen Beirat die Stefanusfreunde begleiten.
Stefanuskreise finden sich in Süddeutschland, Liechtenstein und Westösterreich.

## Schutzpatrone
Zum Namensgeber und Schutzpatron für die Gemeinschaft hat Alfred Lange im Jahr 1948 den heiligen Diakon Stefanus gewählt. Im Vorwort der ersten Satzung heißt es: „In ihm sahen sie das große Vorbild für eine Welt-Christen-Bewegung. Denn – die Apostelgeschichte verkündet es in den Kapiteln 6 und 7 – er war charakterlich gefestigt, wissens- und diskussionsmächtig. Vom Vertrauen seiner Gemeinde getragen, von den Priestern gerufen, durfte er als erster im Opferheer der Märtyrer für seinen Herrn und Meister sterben.“
Stefanus gab Zeugnis für Jesus Christus mit seinem Leben und Tun und seinem Wort. Darin ist er großes Vorbild für die Stefanus-Gemeinschaft.
Im Jahr 1952 wählte die Stefanus-Gemeinschaft zudem Bruder Klaus zu ihrem Patron und Fürsprecher. Er ist den Stefanusfreunden ein Vorbild im sozialen und politischen Engagement, das, gegründet auf eine tiefe Gottesbeziehung und die Kraft des Gebetes, dem Wohl der Menschen dient. Als Friedensheiliger ist Bruder Klaus ein aktueller Heiliger und Fürsprecher.
Im sogenannten Bruder-Klaus-Visionenweg werden im Kloster Heiligkreuztal in den Nischen der inneren Klausurmauer die Visionen des Heiligen künstlerisch dargestellt. Alois Spichtig und Toni Halter sind mit der künstlerischen Umsetzung betraut worden, nach dem Tod von Alois Spichtig führt Toni Halter die Arbeit fort.

## Bildungsschwerpunkte
Die Stefanus-Gemeinschaft ist eine Freundes-, sondern auch eine Bildungsgemeinschaft, die ihre Schwerpunkte in den Bereichen Glauben, Wissen und Reden hat.
Besonders der Bereich Rhetorik ist seit der Gründung der Stefanus-Gemeinschaft ein zentrales Anliegen. Alfred Lange, ein begnadeter Redner aus der Schule des Rhetorikers und Sprecherziehers Fritz Schweinsberg, bildet die einzelnen Stefanusfreunde in den Kreisen weiter. In mehrjährigen Ausbildungslehrgängen wurden in jedem Kreis Sprecherzieher ausgebildet, die in ihrem Kreis wiederum Rhetorikkurse angeboten haben.

## Vereinsstruktur
Die Leitung der Stefanus-Gemeinschaft wird von der Hauptkonferenz gewählt. Ihr gehören der Erste und der Zweite Obmann, der geistliche Berater und drei bis fünf weitere gewählte Personen an. Dieser Rat der Stefanus-Gemeinschaft trifft sich viermal im Jahr und leitet die Geschäfte der Stefanus-Gemeinschaft.
Das oberste Organ der Stefanus-Gemeinschaft ist die Hauptkonferenz. Ihre Mitglieder setzen sich zusammen aus den Mitgliedern des Rates der Stefanus-Gemeinschaft und den Vertretern der Diözesanverbände.
Neben dem Sitz der Stefanus-Gemeinschaft im Kloster Heiligkreuztal gibt es zahlreiche Freundeskreise in Deutschland, Österreich und Liechtenstein.
Die Stefanus-Gemeinschaft ist ein eingetragener Verein mit Sitz in Heiligkreuztal.
Die Diözese Rottenburg-Stuttgart erwähnt die Stefanus-Gemeinschaft an verschiedenen Stellen und macht damit deutlich, dass es sich um eine anerkannte religiöse Gemeinschaft handelt. Zudem ist die Stefanus-Gemeinschaft Mitglied der Katholischen Erwachsenenbildung der Diözese Rottenburg-Stuttgart und dem Arbeitskreis katholischer Organisationen und Verbände der Diözese Rottenburg-Stuttgart.
Erste Obmänner seit der Gründung der Stefanus-Gemeinschaft
- Alfred Lange (1949–1964)
- Alfons Bacher (1964–1989)
- Gottfried Juen (1989–1990)
- Werner Fiutak (1991–2006)
- Herbert Frick (2006–2014)
- Alfred Fraidling (seit 2014)